# Meiotheciopsis asiatica
Meiotheciopsis asiatica är en bladmossart som beskrevs av Pierre Tixier 1977. Meiotheciopsis asiatica ingår i släktet Meiotheciopsis och familjen Sematophyllaceae. Inga underarter finns listade i Catalogue of Life.